# 志摩直人
志摩 直人（しま なおと、1924年11月10日 - 2006年9月14日）は詩人、競馬評論家。

## 人物
徳島県出身。関西学院大学文学部英文学科卒、同大学院美学研究科修士課程修了。
詩を数多く発表するとともに競馬に対する造詣も深く、競馬中継（関西テレビ）では1960年代からメイン解説者として出演。競馬に関する詩を番組内で数多く取り上げた。
競馬詩集「風はその背にたてがみに」は競馬書籍として空前のベストセラー商品となった。
競走馬テンポイントのファンでもあった。
2004年、JRA50周年功労賞を獲得。
2006年9月14日、心筋梗塞のため死去。81歳没。
同年、関西テレビの第67回菊花賞の中継内において馬場鉄志アナウンサーが「この実況を志摩先生に捧げたいと思います。」と発言した。

## 著作
- 愛の死と谷間
- いのち花めく時
- 風はその背にたてがみに
- ある放蕩詩人の競馬三昧

### 競馬中継
- 森乃福郎
- 松本暢章
- 杉本清
- 大坪元雄

### 競走馬
- ダイナナホウシュウ
- キシュウローレル
- テンポイント